# Districtul Aïn Djasser
Aïn Djasser este un district din provincia Batna, Algeria.